# Artère intrarénale
Les artères intrarénales sont les artères situées à l'intérieur des reins. Elles constituent des branches terminales de l'artère rénale. 

## Artère interlobaire du rein
Les artères interlobaires du rein naissent des artères segmentaires du rein et montent dans les colonnes rénales.

## Artère arquée du rein
A la jonction cortico-médullaire du rein les artères interlobaires se poursuivent par les artères arquées du rein.

## Artère radiée corticale du rein
Les artères arquées du reins donnent les artères radiées corticales qui montent radialement dans le cortex rénal et donnent les artérioles glomérulaires afférentes du rein.